# Spencer Tunick

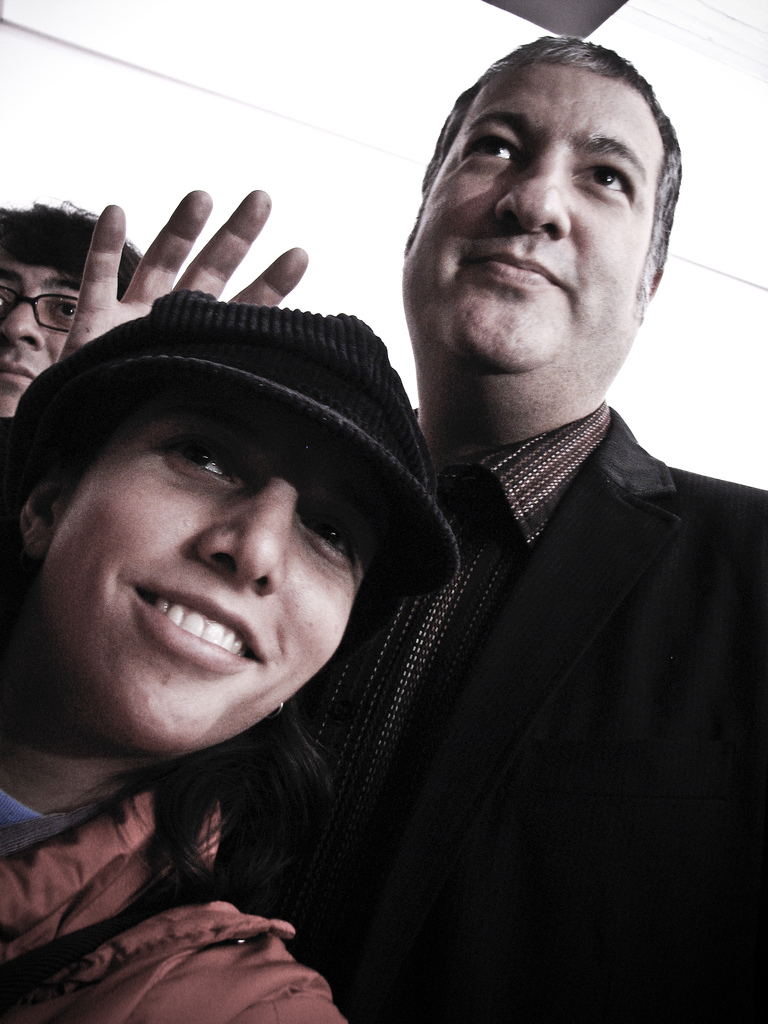
Spencer Tunick (vpravo) v Mexico City (Zócalo, MUCA/UNAM Campus), 2007

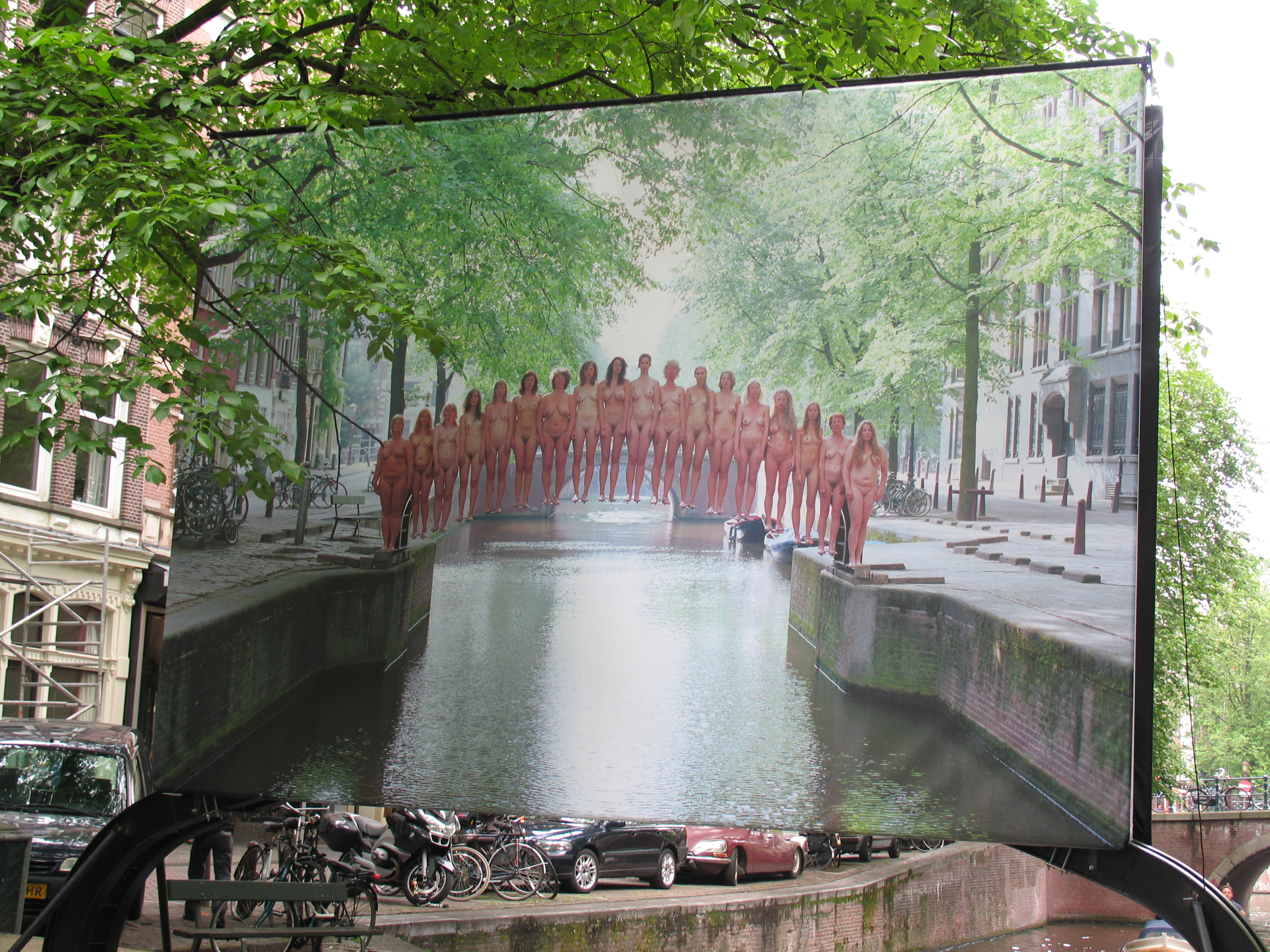
Instalace Spencera Tunicka v Amsterdamu

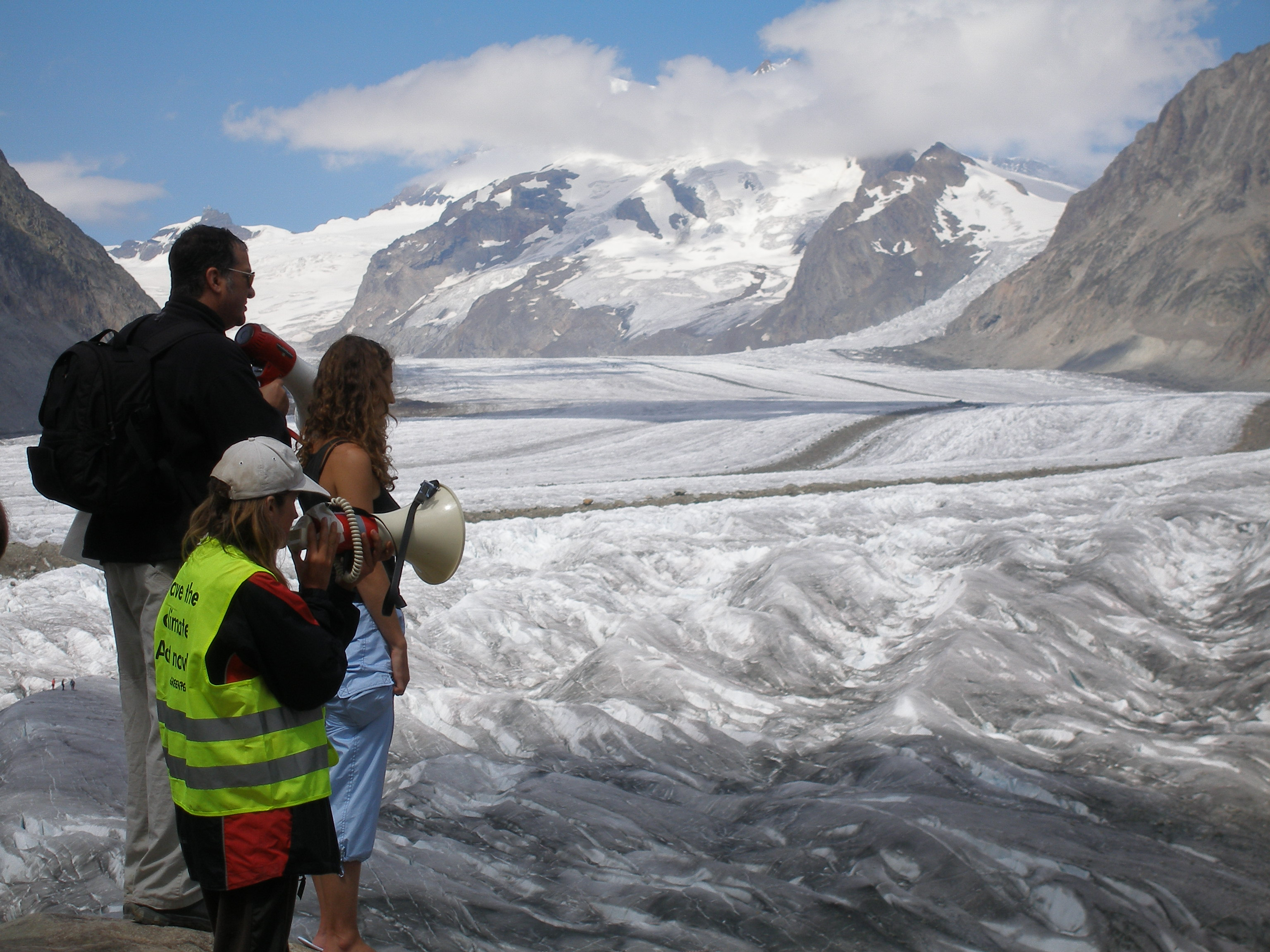
V srpnu 2007 na švýcarském ledovci Aletschgletscher Tunick společně s Greenpeace zrealizoval 4 instalace

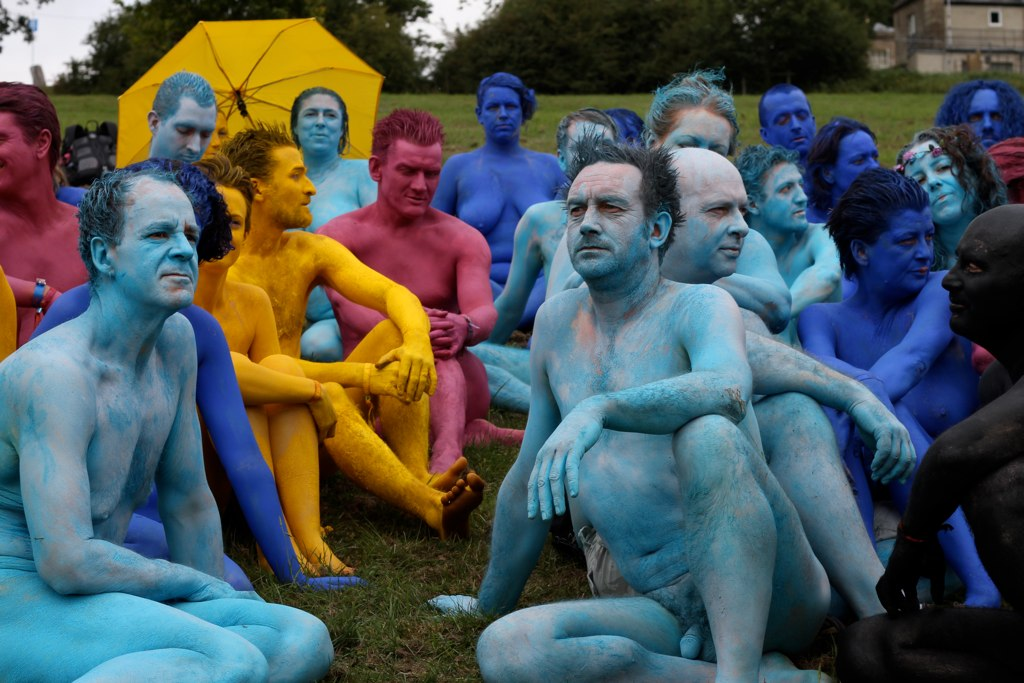
Dobrovolníci jedné z instalací, 8. srpna 2010, Anglie

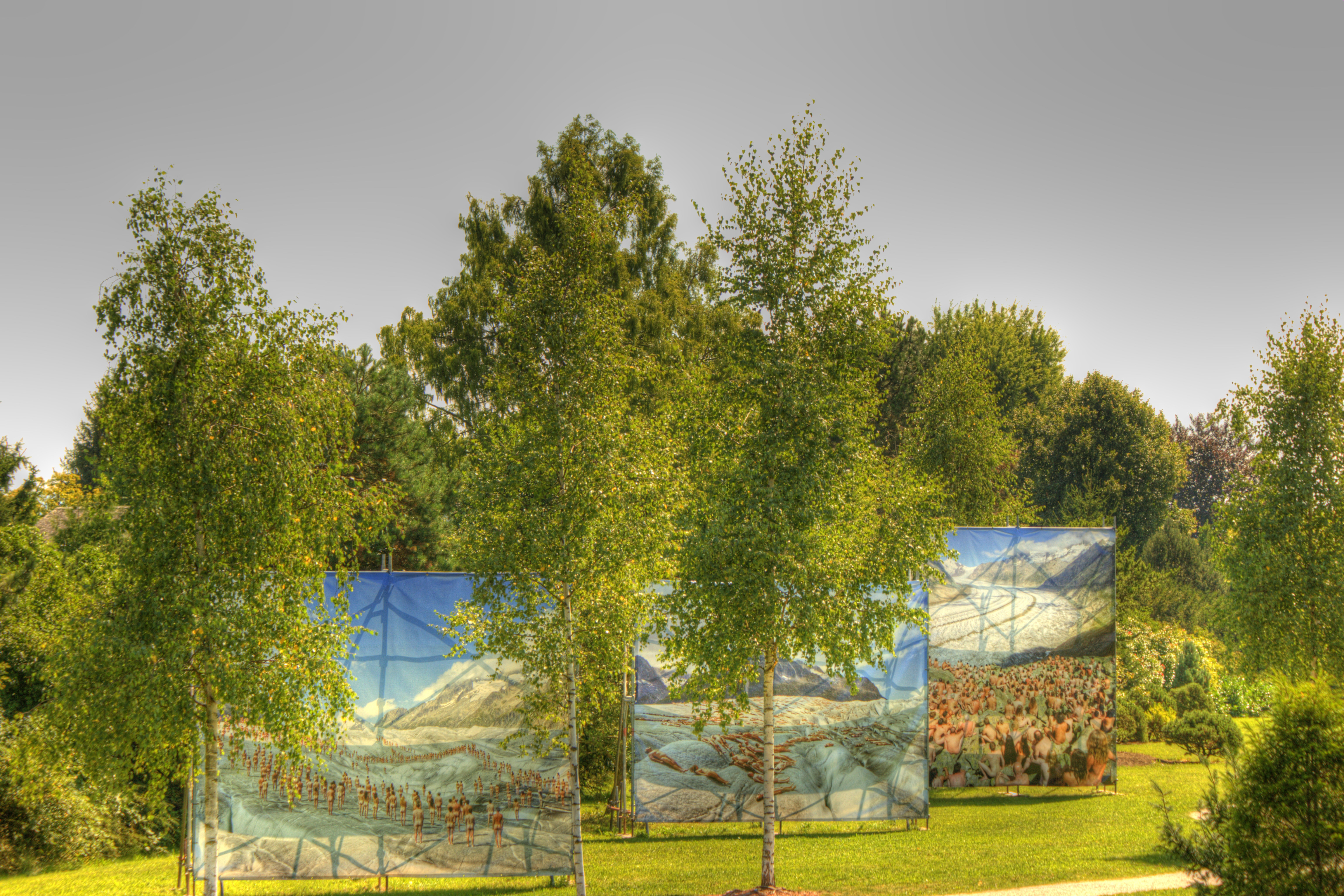
Výsledek instalace z ledovce Aletschgletscher

Spencer Tunick (* 1. ledna 1967 Middletown, Orange County, New York) je americký fotograf a umělec.
Nejznámější jsou jeho instalace, ve který pracuje s velkým počtem nahých lidí pózujících ve výtvarných formacích. Tyto „instalace“ jsou často realizovány v městských oblastech po celém světě, ačkoli realizoval také několik performancí "za městem", v lese nebo na pláži. Tunick se objevil ve třech dokumentech HBO: Naked States, Naked World, a Positively Naked. Jeho modely jsou neplacení dobrovolníci, kteří jako kompenzaci obdrží fotografii z limitované edice.

## Mládí
Tunick se narodil ve Spojených státech v Middletownu (Orange County, New York) do židovské rodiny. V roce 1986 navštívil Londýn, kde nasnímal fotografie aktu na autobusové zastávce a také řadu aktů v Alleynově škole v Dulwichi, Southwark. V roce 1988 získal titul Bachelor of Arts na Emerson College.
Od roku 1992 začal Tunick dokumentovat "živou nahotu" na veřejných místech v New Yorku s pomocí videa a fotografií. Jeho raná díla z tohoto období se více zaměřovala na akt jednotlivců nebo malé skupinky osob. Tyto práce jsou mnohem intimnější než pozdější díla, kterými se proslavil později. V roce 1994 Tunick zorganizoval a fotografoval přes 65 dočasných instalací ve Spojených státech i v zahraničí. Od té doby se stal svými díly známý na mezinárodní úrovni a pořizoval fotografie ve městech jako například Byron Bay (New South Wales), Cork, Dublin, Bruges, Buenos Aires, Buffalo (New York), Lisabon, Londýn, Lyon, Melbourne Montreal, Řím, San Sebastián, São Paulo, Caracas, Newcastle upon Tyne / Gateshead, Vídeň, Düsseldorf, Helsinky, Santiago, Mexico City, Sydney a Amsterdam. V srpnu 1997 Tunick fotografoval velké skupiny akty na festivalu The Great Went pořádaným v Limestone, Maine.

## Nejdůležitější instalace

### 2003
V dubnu 2003 Tunick fotografoval 500 nahých dobrovolníků v londýnském obchodě Selfridges; v červnu 7000 nahých osob v Barceloně a v říjnu stovky žen na centrálním železničním nádraží Grand Central v New Yorku.

### 2004
Dne 26. června 2004 v Clevelandu (Ohio) dokončil svou největší instalaci ve Spojených státech s 2754 lidmi. V srpnu 2004 zrealizoval fotografování v Buffalu, kde bylo asi 1800 nahých lidí na starém hlavním vlakovém nádraží.

### 2005
Dne 17. července 2005 zrealizoval instalaci s téměř 1700 fotografovanými dobrovolníky na nábřeží Quayside měst Newcastle a Gateshead, včetně mostu Gateshead Millennium Bridge.
Dne 11. září 2005 nasnímal 1493 aktů v Lyonu na nábřeží řeky Rhône a mostu pro pěší resp. mezi kontejnery.

### 2006
Dne 19. března 2006 Tunick fotografoval 1500 nahých dobrovolníků v Caracasu. Na snímku jsou lidé stojící, ležící a na kolenou vedle sochy Simona Bolivara.

### 2007
V roce 2007 byl Spencer Tunick pověřen nadací Dream Amsterdam Foundation, aby zrealizoval umělecký projekt pro Dream Amsterdam. Dne 15. dubna 2007 Tunick dokončil instalaci na tulipánovém náměstí v Schermerhornu. Dne 3. června 2007 zrealizoval fotografování se 2000 účastníky v Amsterdamu. Tunick při své instalaci na parkovišti poprvé překonal hranici 2000 lidí. Dalším projektem bylo 250 mužů v nedaleké čerpací stanici a 250 žen na kolech na Lijnbaansgracht - Lauriergracht. Tunickova finální instalace proběhla s malou vybranou skupinou účastníků na kanále Leliegracht. Pro tuto instalaci byla vytvořena speciální mostní konstrukce, která vytváří iluzi, že se lidé vznášejí nad vodou.
Dne 6. května 2007 asi 18 000 lidí na náměstí Zócalo v Mexico City stanovilo další rekord.
Dne 18. srpna 2007 Tunick požádal o spolupráci 600 nahých lidí, aby vytvořili "živé sochy" na ledovci Aletschgletscher. Smyslem performance bylo upozornit na globální oteplování a tání světových ledovců ve spolupráci se společností Greenpeace. Teplota během portrétování byla kolem 10 °C. Ledovec Aletschgletscher mezi roky 2005 a 2006 ustoupil o 100 m.
- Sagamore Hotel, Miami Beach 8. října, 2007.[11]

### 2008
- Stadion Ernst Happel Stadium, Vídeň, 2008 nahých fotbalových fanoušků v předehře turnaje Euro 2008.[12]

- 17. června 2008: 1200 osob, Blarney Castle, hrabství Cork, Irsko

### 2009
3. října 2009 spolu s Greenpeace, 700 dobrovolníků ve francouzském Maconu.

### 2010
Dne 1. března 2010 přes 5200 účastníků zrealizovalo instalaci "The Base" v Sydney Opera House. Agentura CBC podala zprávu, že Tunick na fotografování pozval také Lady Gaga.
Dne 8. srpna 2010 asi 700 nadšenců na festivalu Big Chill na hradu Eastnor Deer Park v Herefordshire ve Velké Británii svléklo své oblečení a nechalo svá těla nabarvit v pěti odstínech. To vše pro instalaci, která vzdala poctu umění Yvese Kleina, Marka Rothka a Ellswortha Kellyho, a mimo jiné také poukázala na únik oleje BP v Mexickém zálivu.
| „                | Tělo je žijící bytost. Představuje život, svobodu, smyslnost - je to mechanismus, který provádí naše myšlenky. Tělo je pro mne vždy krásné. Záleží na individuálním případu a na tom, co s ním dělám a jaké myšlenky jsou za tím, jestli na věku záleží, nebo ne. Ale v mých pracovních skupinách je pouze jediný rozdíl jak daleko lidé mohou jít, když prší nebo sněží. | “ |
| — Spencer Tunick | |   |

### 2011
V září 2011 fotografoval asi 1200 naháčů v lokalitě Mrtvého moře, jednoho z nejslanějších jezer světa. Využil vlastnosti hypersalinitní vody, že pro udržení se nad hladinou není potřeba plavat – stačí do vody usednout a nechat se nadnášet. Performance stála 60 000 dolarů (1 067 000 korun) a setkala se s odporem místní izraelské rady.
| „                | Opravdu jsem chtěl dostat tisíc lidí do této scenérie, byl to můj sen... Cítil jsem totiž, že zanedlouho už do zdejší vody nebude moci nikdo vstoupit, protože tu žádná nebude. | “ |
| — Spencer Tunick | |   |